# Tiếng Ly Hà
Tiếng Ly Hà (hay Đan Lai) là một ngôn ngữ thuộc ngữ chi Việt được sử dụng ở mạn Tây Nam Nghệ An, Việt Nam và một khu vực nhỏ ở Borikhamxay, Lào, bởi một nhóm bộ tộc có tên là Ly Hà. Ước tính năm 1999 cho rằng có 300 người Ly Hà nhưng số lượng người nói tiếng Ly Hà thì chưa được rõ.